# Musée hongrois du commerce et de la restauration
Le Musée hongrois du commerce et de la restauration (en hongrois : Magyar Kereskedelmi és Vendéglátóipari Múzeum, MKVM) est un musée situé dans le 3e arrondissement de Budapest. 